# Tutti Frutti (Lied)
Tutti Frutti (italienisch: „alle Früchte“) ist ein Klassiker der Rock-’n’-Roll-Ära, der im Original von Little Richard aus dem Jahre 1955 stammt und der Broadcast Music Incorporated (BMI) zufolge mit 18 Coverversionen registriert ist. Der Song belegt auf der vom Musikmagazin Rolling Stone veröffentlichten Liste der 500 besten Songs aller Zeiten Platz 43.

## Entstehung

Piano-Part aus Little Richards „Tutti Frutti“

Die erste Aufnahme-Session für Little Richard hatte seine neue Plattenfirma Specialty Records in Cosimo Matassas Tonstudio in New Orleans für den 13. und 14. September 1955 gebucht. Bumps Blackwell, der Produzent des Labels, war mit den ersten vier Blues-Aufnahmen vom 13. September zwar zufrieden, konnte hieraus jedoch keinen Hit identifizieren. Am nächsten Tag änderte sich jedoch die Situation. Little Richard hämmerte in einer Aufnahmepause auf das Piano und begann mit „Womp-bomp-a-loom-op-a-womp-bam-boom“. Wahrscheinlich beabsichtigte er mit dieser Lautmalerei (in der Fachsprache: Onomatopoesie) verbal ein Schlagzeug nachzuahmen.
Diesem ungewöhnlichen Intro folgte ein noch ungewöhnlicherer Text. Für die Studioleute war klar, dass die riskanten textlichen Passagen entschärft werden mussten, um nicht eine Radiozensur zu provozieren. So wurden die Originalpassagen „Tutti Frutti, good booty / If it don’t fit, don’t force it / You can grease it, make it easy“ von der Texterin Dorothy La Bostrie ersetzt durch „Tutti Frutti, all rooty! Tutti Frutti, all rooty“ („all rooty“, in anderen Schreib- und Interpretationsweisen auch „aw rooty“ oder „unruly“, war ein Jugendausdruck jener Zeit für „OK“), wofür La Bostrie neben Richard Penniman (dem bürgerlichen Namen Little Richards) als Mitautorin erschien. Die erste Strophe war gleichwohl zweideutig:
| I got a girl, named Sue She knows just what to do. She rocks to the east, she rocks to the west But she’s the girl that I love best. | Ich habe ein Mädchen namens Sue, die genau weiß, was zu tun ist. Sie rockt mal hier und rockt mal dort, trotzdem ist sie das Mädchen, das ich am meisten liebe. |

Dabei umspannt die mögliche Bedeutung des englischen Verbs to rock ein rhythmisches Bewegen vom Tanz bis zum Geschlechtsakt.
Am 14. September 1955 war im Studio neben Little Richard (Gesang, Piano) die Studioband von Cosimo Matassa zugegen. Diese bestand aus Justin Adams (Gitarre), Frank Fields (Bass), Lee Allen (Tenorsaxophon), Alvin “Red” Tyler (Baritonsaxophon) und Earl Palmer (Schlagzeug). Die Single Tutti Frutti / I’m Just a Lonely Guy (Specialty #561) wurde im November 1955 veröffentlicht und kam zunächst in die Rhythm-&-Blues-Hitparade, wo sie für sechs Wochen auf dem zweiten Rang verblieb; die Pop-Hitparade notierte den Titel an Rang 17. Der Song wurde über drei Millionen Mal verkauft.

## Auszeichnungen für Musikverkäufe
| Land/Region                  | Auszeichnungen für Musikverkäufe (Land/Region, Auszeichnung, Verkäufe) | Verkäufe |
| ---------------------------- | ---------------------------------------------------------------------- | -------- |
| Vereinigtes Königreich (BPI) | Silber                                                                 | 200.000  |
| Insgesamt                    | 1× Silber ·                                                            | 200.000  |

## Coverversionen (Auswahl)
Als erste Coverversion erschien die von Pat Boone, als Crossover für den Pop-Markt gedachte B-Seite von I’ll Be Home, die ebenfalls im Dezember 1955 erschien. Der Text wurde vom Songautoren Joe Lubin nochmals überarbeitet. Elvis Presley nahm seine authentische Version am 23. März 1956 für seine LP Elvis Presley auf, die auch als Single veröffentlicht wurde. Carl Perkins brachte am 3. November 1958 eine rockabilly-ähnliche Fassung heraus. Des Weiteren spielten Queen den Song auf Konzerten.
Am 2. Dezember 1956 nahm Peter Kraus im Austrophon-Studio in Wien mit der deutschsprachigen Version von Tutti Frutti seine erste Schallplatte auf. Die Veröffentlichung von Polydor folgte noch im gleichen Monat auf Vinyl-Single und Schellackplatte. Erst im Januar 1957 erschien in Deutschland die Version von Elvis Presley auf dem RCA-Label im Vertrieb der Teldec. Letztere brachte im Juni 1957 schließlich auch die Originalversion von Little Richard auf dem London-Label auf den deutschen Markt.
Eine frühe deutsche Adaptation erschien 1978 von Udo Lindenberg auf "Lindenbergs Rock Revue".
Die deutsche Band Trio veröffentlichte 1984 eine Single mit einer minimalistischen Coverversion, die in Deutschland zwar weitgehend unbeachtet blieb, jedoch in Neuseeland ein Top-20-Hit wurde.
Ebenfalls 1984 veröffentlichten die Flying Lizards eine Version, die – der von Trio nicht unähnlich – im Stil der New Wave den Groove des Rock ’n’ Roll konterkariert. Ihr Album Top Ten enthält lauter derartig dekonstruierte Versionen bekannter Oldies.